# Kis-Duna sétány (Esztergom)

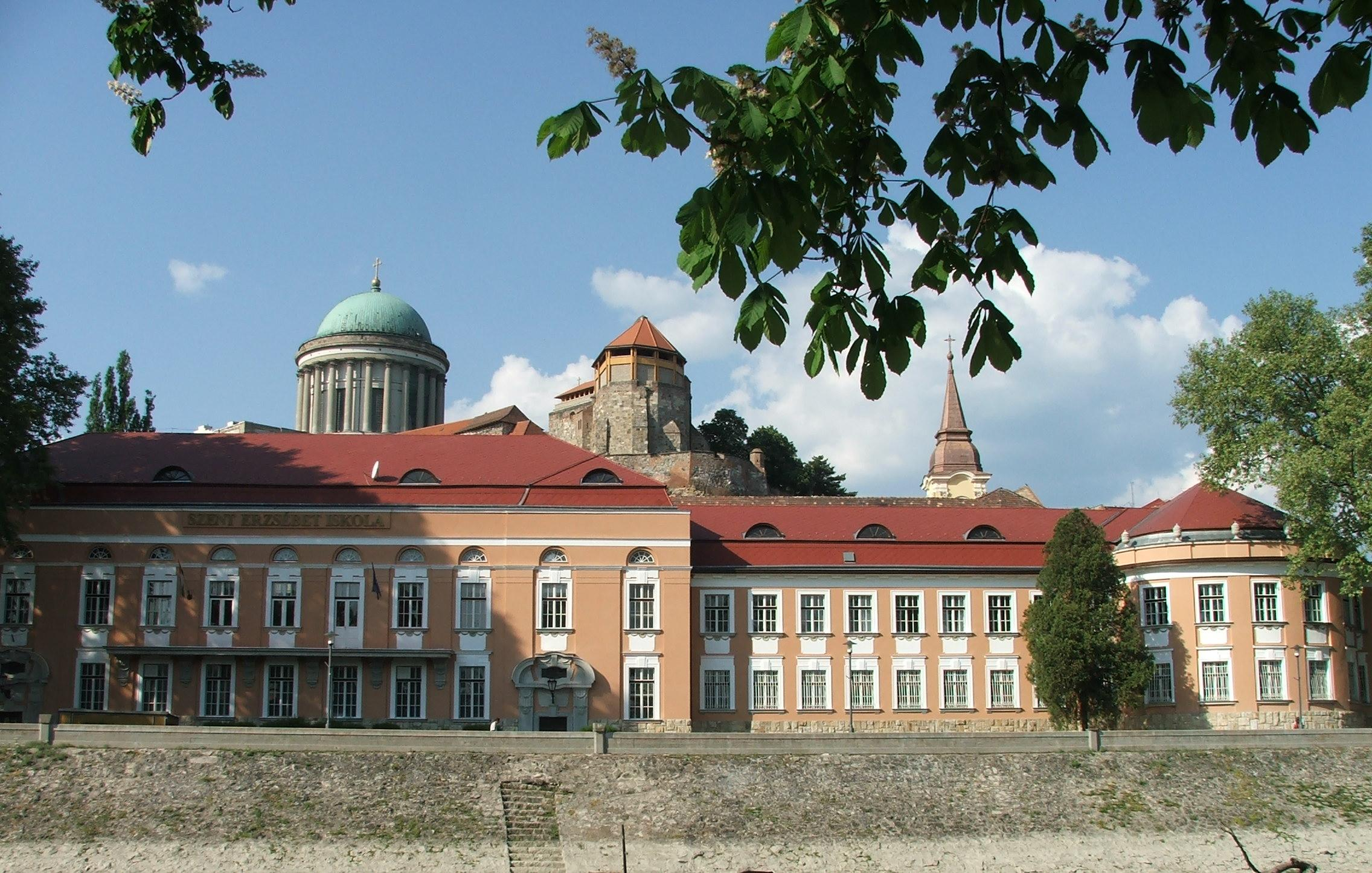
A Szent Erzsébet Iskola

A Kis-Duna sétány Esztergom Királyi városrészén halad észak–déli irányba egészen a Vízivárosig, a Duna Prímás-szigeti mellékága mellett.

## Fekvése

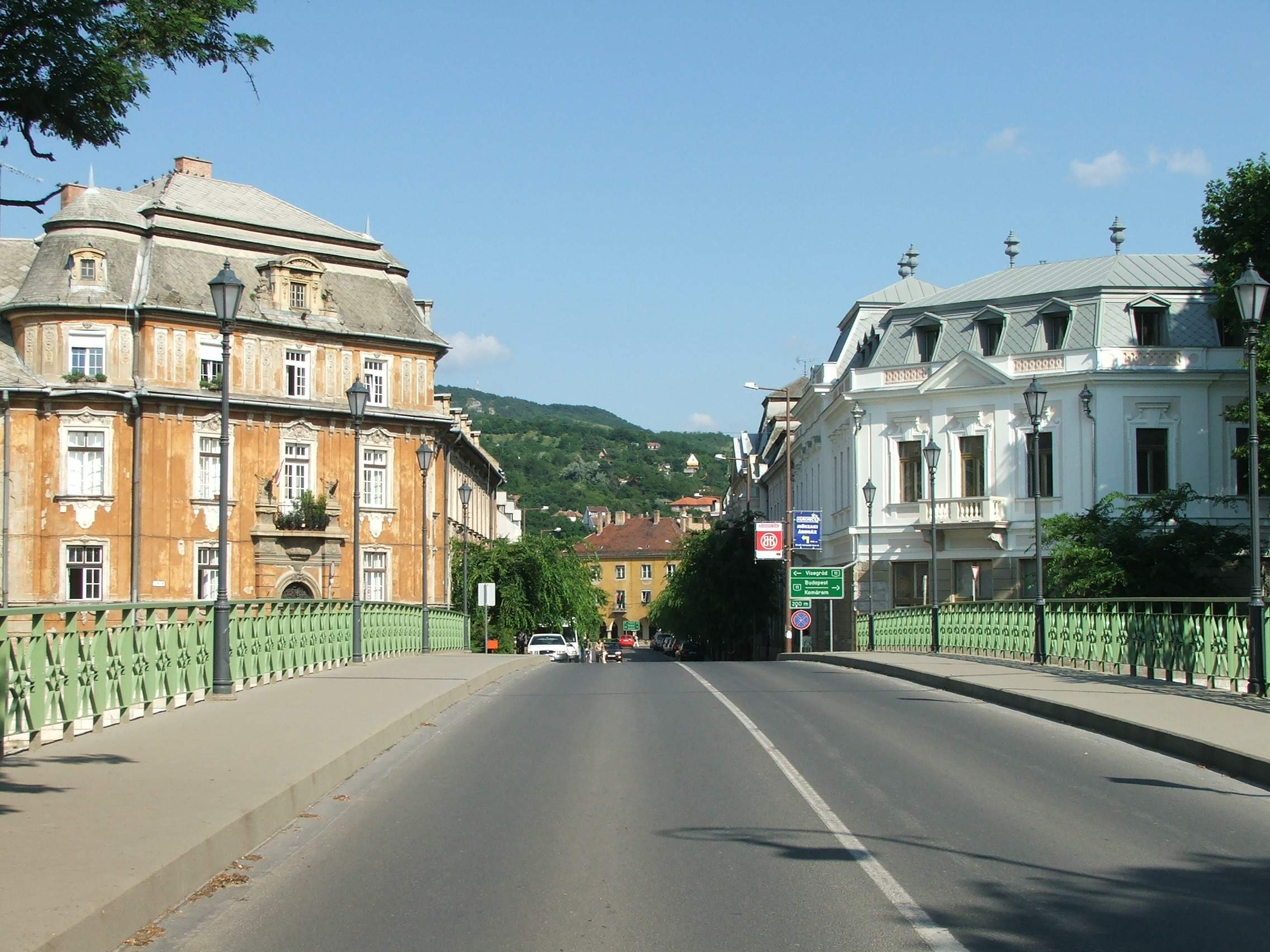
A Lőrinc utca és a Kis-Duna sétány kereszteződése a Bottyán hídról nézve

A sétány a Kis-Duna jobb partján található, párhuzamosan fut a Deák Ferenc utcával. Ez a Királyi városrész nyugati határa. A Gesztenye fasorral együtt fogják közre a Prímás-szigeti mellékágat. A sétány köti össze a város turisztikai szempontból legfontosabb területeit, a történelmi Esztergomot a Széchenyi térrel és a Vízivárost a bazilikával és Várheggyel.

## Korábbi nevei
1777-ben Molnár sor, 1838-ban Duna-sor, 1905-től a Lőrinc utcától délre eső fele Alsó- északi fele pedig Felső Kis-Duna sor, 1914-től Csernoch János út 1948-tól Csernoch János és Török Ignác út, 1950-től Vorosilov út, 1962-től Lenin sétány, majd 1990-től Kis-Duna sétány.

## Története
A 23-25-ös  számú ház közelében állt a királyi város nyugati kapuja, a Dunai-kapu-rondella. A török kori metszetek gerendákból készült építménynek ábrázolják. A sétány nyomvonala már 1769-es térképeken is látható. Ide vontatták be a dunai malmokat télire. A két partját több híd köti össze. 1895-ben adták át a Bottyán hidat, 1897-ben a Kolos hidat, 1960-ban a Béke hidat (Mai nevén Szent Miklós híd), 2002-ben a Tabán hidat (Mai nevén Szent Erzsébet híd). A sétányon, az egykori Fekete Sas vendégfogadó kertjében 1909 és 1919 között nyári színkör működött. 
1913. szeptember 15-én a Sétahelyszépítő Egylet elfogadta a sétány korzóvá alakításának tervét. Ekkor ültették a ma is meghatározó platánsort. Innen nyílik a 20-as években épült műemléki Szent István Strandfürdő, az ország első fedett uszodájával. A strandot a közeljövőben felújítják, a berendezéseket korszerűsítik, az időközben elbontott épületeket visszaépítik. Erre 400 millió forintos támogatást nyert a strand. A vízivárosi szakaszon található a középkori eredetű Mattyasovszky (vagy Hévíz)-bástya, valamint egy török eredetű fürdő romjai. A várfal beszögelésében, egy kovácsoltvas kerítés mögött áll egy kereszt, melyet 1894-ben állított Mattyasovszky Lajos, prímási jószágigazgató családja. 
A várfalon a tizennégyes gyalogezred 2×3 méteres emléktáblája őrzi a világháborús hősök emlékét. Felirata: Ezredünk emlékének Bars- Esztergom- Hont és Nyitra megyék honvéd fiai. A sétány északi végénél egy méter magasan még látszik a középkori várfal, amire a mai Szent Erzsébet Iskola épült. A falba beleágyazott ágyúgolyók mai napig megtalálhatók. Az itteni rondella jelentős része a Kossuth híd feljárójának építésekor a föld alá került.
Az Esztergom és Vidéke 1925. május 24-én így ír a sétányról: „Köztudomású dolog, hogy a Kis-Dunapart ritkaszép sétahely lett, amióta a platánok megerősödtek Igen nagy baja volt ennek a sétánynak, hogy a kocsi-útja nem volt rendesen megépítve. Az Esztergomi Takarékpénztér elhatározta, hogy megépíti a Csernoch János-út alsó részét. A képviselőtestület megszavazta hozzá a szükséges anyagot és így rövid idő alatt a sétány alsó részén kemény makadám út lesz Reméljük a felső rész sem fog elmaradni.”
A város vezetése a szigetre szándékozik áthelyezni az addig a Kis Duna sétány mentén fővédvonalként húzódó árvízvédelmi gátat. Az építkezés előkészületi munkálatai 2024 januárjában kezdődtek el.

## Műemléki épületei
- A műemléki vízivárosi erődrendszer egyes részei a Kis-Duna parton húzódnak. Lásd: Mattyasovszky-bástya!
- A Lőrinc utca és a sétány sarkán álló megyei bérpalota 2009-ben kapott műemléki védettséget. Bővebben lásd: Lőrinc utca (Esztergom)!
- A 36-os házszám alatti historizáló stílusú lakóház 1870 körül épült. Zártsorú beépítésben áll, L alaprajzú, földszintes, nyeregtetős épület. Az utcai homlokzat középtengelyében aedikulás keretezésű, vízszintes záradékú kapu áll. Síkmennyezetes belső terek jellemzik. Részben 19. századi nyílászárói vannak ma is.[5]